# Waiwuring
Waiwuring is een bestuurslaag in het regentschap Flores Timur van de provincie Oost-Nusa Tenggara, Indonesië. Waiwuring telt 369 inwoners (volkstelling 2010).